# هرهریا
هرهریا (به عربی: هرهریا) یک منطقهٔ مسکونی در لبنان است که در استان کسروان-جبیل واقع شده‌است.